# Nine Stones Close
Ne doit pas être confondu avec Nine Stones Close (monument).
Nine Stones Close est un groupe de rock progressif et néo-progressif britannique, originaire de Leyde, dans les Pays-Bas.

## Biographie
Le groupe commence comme un projet solo avec le multi-instrumentiste Adrian Jones (Numb and Lie Big). Le nom provient des menhirs trouvés dans le Derbyshire, en Angleterre. Le premier album studio du groupe, plus particulièrement une démo, intitulé St Lo, est produit de façon indépendante et publié en 2008. Par la suite, Adrian Jones tente d'étoffer son projet en recrutant des membres.
Deux ans plus tard, le groupe publie Traces, en 2010. Ce dernier est pourtant entièrement produit et mixé par Jones. En 2013, lors du troisième album, One Eye on the Sunrise, Nine Stones Close devient un groupe avec : Brendan Eyre (Riversea), Marc Atkinson (Mandalaband, Riversea), Neil Quarrell, Peter Vink (Q65, Ayreon, Star One, Finch) et Pieter van Hoorn (Knight Area). Nine Stones Close livre une musique inspirée, mélodieuse, mélancolique et contemporaine, quelque part entre Marillion, Gazpacho et Porcupine Tree.
Le 13 mai 2015 sort leur nouvel album, Leaves. Depuis 2014, néanmoins, le groupe ne donne plus signe d'activité, et le dernier signe d'activité sur son site web date de 2014.

## Discographie
- 2008 : St Lo[4]
- 2010 : Traces
- 2012 : One Eye on the Sunrise[5]
- 2015 : Leaves

## Membres

### Membres actuels
- Adrian Jones - guitare, basse, claviers, chant (2008–2014)
- Pieter Van Hoorn - batterie, percussions (2011–2014)
- Christiaan Bruin - claviers (2014)
- Adrian « Cameras » O'Shaughnessy - chant (2014)

### Anciens membres
- Mark John Atkinson - chant (2009-2012)
- Brendan Eyre - claviers (2009-2013)
- Neil Quarrell - basse (2010-2011)
- Peter Vink - basse (2011-2015)